# Whitewood (Saskatchewan)
Pour les articles homonymes, voir Whitewood.
Whitewood est un bourg canadien situé dans la province de la Saskatchewan. Il est situé à environ 175 km à l'est de Regina sur l'autoroute 1, c'est-à-dire la route Transcanadienne. Il s'agit du siège administratif des gouvernements des bandes indiennes cries des Chachacas et des Ochapowace. Il fait partie de la division de recensement (en) No 5 (en).

## Toponymie
Le nom de « Whitewood » fait référence au Peuplier blanc (Populus alba) appelé « White Poplar » en anglais. Le bourg a également porté le nom de Whitewood Station.

## Histoire
Le bureau de poste a été fondé le 9 novembre 1883 et le bourg a été incorporé en 1892.

## Géographie
Whitewood est situé dans le Sud-Est de la Saskatchewan dans la plaine de Melville qui fait partie de l'écorégion de la forêt-parc à trembles. Le bourg est situé à mi-chemin entre Brandon au Manitoba et Regina, la capitale de la Saskatchewan. Il est traversé d'est en ouest par la route Transcanadienne qui correspond à l'autoroute 1 en Saskatchewan et du nord au sud par l'autoroute 9.

## Transports
L'aéroport de Whitewood est adjecent au bourg.

## Démographie
| 2001 | 2006 | 2011 | 2016 |
| ---- | ---- | ---- | ---- |
| 947  | 869  | 950  | 862  |

## Annexe